# John van Lottum
John van Lottum (n. 1 de abril de 1976 en Antananarivo, Madagascar) es un ex tenista neerlandés, que jugó profesionalmente entre 1994 y 2006. No ganó torneos en individuales ni en dobles.
Algunos datos interesantes de sucarrera incluyen un triunfo sobre Tommy Haas, en el Torneo de Wimbledon de 1998 por un triple 6-3 para alcanzar la cuarta ronda, instancia en la que perdería contra Korda  6-3 , 6-4, 7-6 (7-4).
Van Lottum alcanzó su mejor posición en el escalafón de la  ATP Tour  el 26 de abril de 1999, cuando fue N.º 62 del mundo. Él tiene una hermana mayor, Noëlle van Lottum, quien jugó en el Circuito Femenino por Francia entre 1987 y 1999.
Luego de retirarse fue entrenador de Michaëlla Krajicek, para luego ser comentarista de la cadena Eurosport. En junio de 2008 fue entrenador de Elena Dementieva.